# Поедуги (Пермский край)
Поедуги — деревня в Суксунском городском округе Пермского края России.

## История
В письменных источниках начинает упоминаться с 1784 года. В 1930 году, в ходе коллективизации, был создан колхоз «Восход», переименованный в феврале 1951 года в колхоз им. Демьяна Бедного. До 2019 года являлась центром ныне упразднённого Поедугинского сельского поселения Суксунского района.

## География
Деревня находится в юго-восточной части края, в пределах Кунгурско-Красноуфимской степи, к востоку от реки Сылвы, на расстоянии приблизительно 7 километров (по прямой) к востоку-юго-востоку (ESE) от посёлка городского типа Суксун, административного центра округа. Абсолютная высота — 208 метров над уровнем моря.
Климат
Климат характеризуется как континентальный, с морозной снежной зимой и коротким тёплым летом. Средняя многолетняя температура самого холодного месяца (января) составляет −15,6 °С (абсолютный минимум — −49 °С), температура самого тёплого (июля) — 18,1 °С (абсолютный максимум — 38 °С). Среднегодовое количество осадков — 470—500 мм. Снежный покров держится в течение 160 дней.

## Население
| 2010 |
| ---- |
| 336  |

Половой состав
По данным Всероссийской переписи населения 2010 года в половой структуре населения мужчины составляли 47,3 %, женщины — соответственно 52,7 %.
Национальный состав
Согласно результатам переписи 2002 года, в национальной структуре населения русские составляли 97 % из 334 чел.

## Инфраструктура
Действуют основная общеобразовательная школа, фельдшерско-акушерский пункт, дом культуры, библиотека и отделение связи.